# Eichelgarten
Ein Eichelgarten ist eine größere, oft rechteckig angelegte neuzeitliche Wallgrabenanlage zur Aufzucht von Eichensetzlingen oder anderen Baumarten (Tanne, Fichte). Die ersten derartigen Pflanzgärten wurden im 17. Jahrhundert angelegt. Bis ins frühe 19. Jahrhundert verwendete man insbesondere die Eichensetzlinge zur Anlage lichter Eichenwälder für die Waldmast von Schweinen, Rindern, Schafen, Pferden und anderen Nutztieren. Die Waldmast war in vorindustrieller Zeit neben der Holzgewinnung die wichtigste Waldnutzung.

## Die Eichelgärten
Die meist nur kurzzeitig genutzten Pflanzgärten wurden oft von niedrigen Erdwällen von bis zu 1,5 Metern Höhe begrenzt, die in der Regel noch Holzzäune trugen. Vor den Wallzügen der überwiegend rechteckigen Anlagen sind häufig die Aushubgräben erhalten. Die Größe der Wallanlagen schwankt zwischen etwa 60 × 30 und 150 × 80 Metern.
In ihrer Anlage erinnern die Gärten stark an die zahlreichen spätlatènezeitlichen Viereckschanzen Mitteleuropas. Auch die charakteristische Überhöhung der Wallecken findet sich bei beiden Bodendenkmaltypen wieder. Diese Überhöhung entstand zwangsläufig durch das Ablagern des Bodenaushubs der hier winkelförmig zusammenlaufenden Gräben. 
Gelegentlich sind die Eichelgärten im Inneren unterteilt, manchmal liegen mehrere Anlagen nebeneinander. Die Baumsetzlinge wurden hier bis zur Höhe von etwa zwei Metern vorgezogen und waren durch die Umwallung und die Zäune vor Wild- und Viehverbiss geschützt. Nach dem Auspflanzen gab man die Gärten meist auf. Bei Bedarf konnte schnell und preiswert ein neuer Garten an einer anderen Stelle angelegt werden.
Die Ähnlichkeit der Eichelgärten zu den spätkeltischen  Viereckschanzen könnte gelegentlich zu Verwechslungen zwischen beiden Denkmaltypen führen. Viereckschanzen sind häufig  esoterischen Interpretationen ausgesetzt. Hier wird manchmal etwa auf den Bewuchs mit alten Eichen hingewiesen, der in einigen Fällen wohl auf die frühere Nutzung als Eichelgarten zurückgeht. Hier wäre auch die Umnutzung tatsächlicher Viereckschanzen zu Pflanzgärten denkbar. 
Vergleichbare neuzeitliche Wallanlagen mit Innengräben werden als Viehgehege gedeutet. Flurnamen wie „Viehlager“ oder „Ochsenstall“ verweisen deutlich auf die frühere Funktion solcher Objekte, deren Bedeutung als Geländedenkmäler noch nicht überall erkannt wurde.